# Ламброј (Белуно)
Ламброј (итал. Lambroi) је насеље у Италији у округу Белуно, региону Венето.
Према процени из 2011. у насељу је живело 24 становника. Насеље се налази на надморској висини од 715 м.